# Hrabství Galway
Hrabství Galway (irsky Contae na Gaillimhe, anglicky County Galway) je irské hrabství, nacházející se na západě země v bývalé provincii Connacht. Sousedí s hrabstvím Mayo na severu, s hrabstvími Roscommon a Offaly na východě, s hrabstvím Tipperary na jihovýchodě a s Clare na jihu. Západní pobřeží omývá Atlantský oceán a také Galwayský záliv (Galway Bay) a proto zde panuje extrémně oceánické podnebí. K hrabství také patří Aranské ostrovy.
Hlavním městem hrabství je Galway. Hrabství má rozlohu 6148 km² a žije v něm přibližně 258 tisíc obyvatel. Asi 20 % populace mluví irsky, což ho činí hrabstvím s největším podílem irských mluvčích v Irsku.
Mezi zajímavá místa patří například Galway nebo hrad Dunguaire Castle. Na území hrabství se rovněž nacházejí dvě velká jezera – Lough Derg a Lough Corrib.
Zkratka hrabství, používaná zejména na SPZ, je G.